# Parricide

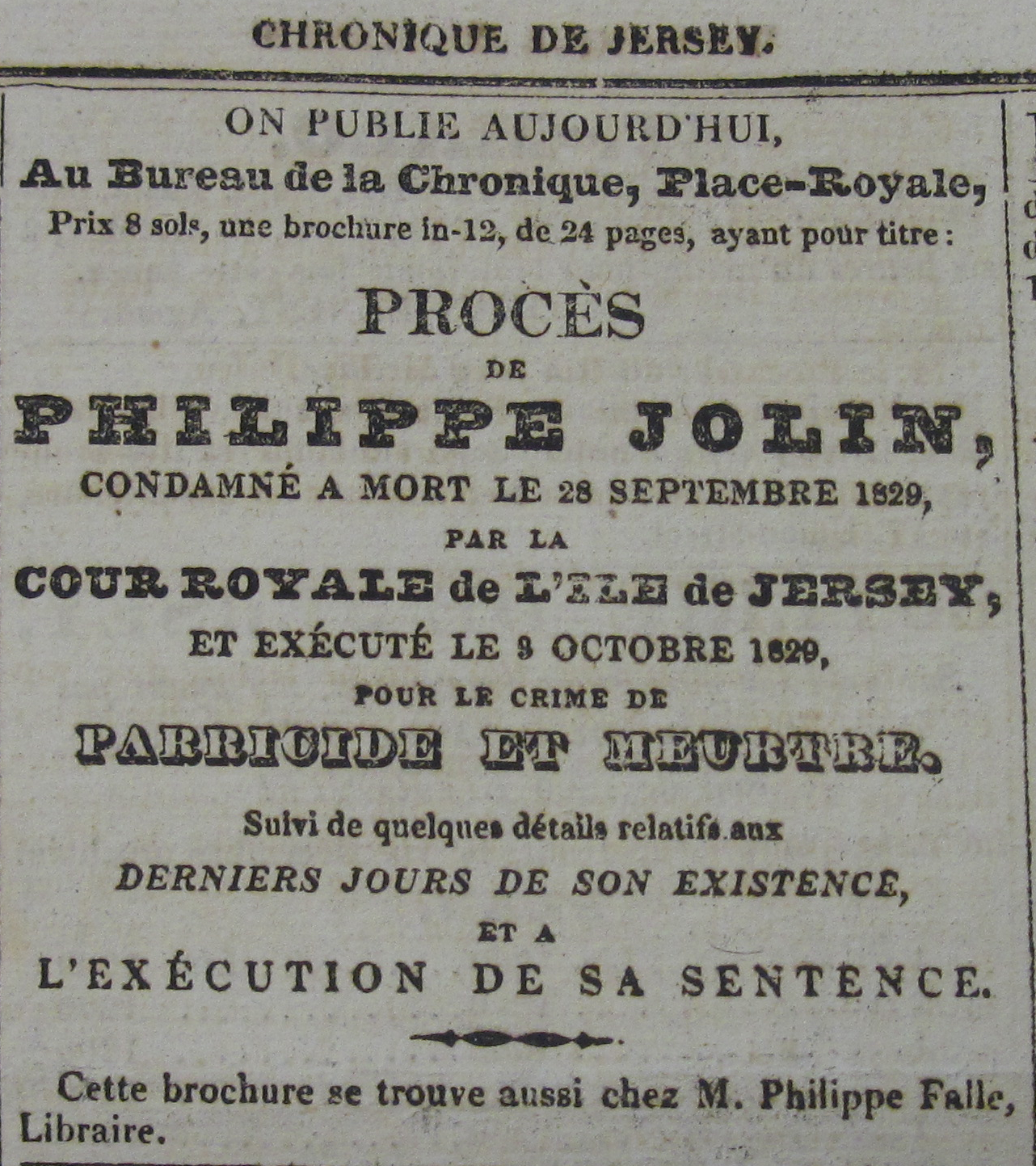
.

« Parricide », terme issu du latin parricidia (assassin d'un proche) désigne :
1. L'acte d'assassiner son père, sa mère (dans ce dernier cas, on parle plus spécifiquement de  «matricide ») ou un autre de ses ascendants, voire toute relation proche.
2. L'acte d'assassiner une personne établie dans une relation comparable à celle d'un parent (par exemple, le dirigeant d'un pays).
3. L'auteur de cet acte.

En philosophie, le parricide est l'acte (symbolique) fondateur de l'école athénienne « Il faut tuer Parménide »,.

## Condamnation

### Dans l’antiquité romaine
À Rome, le meurtre de parents proches, ascendants, frères, sœurs, ou patron était le pire des crimes. Selon ce qu'indique Cicéron, le condamné était fouetté puis, la tête enveloppée dans un sac de cuir, il était cousu dans un sac et jeté au Tibre ou à la mer. Une loi promulguée par Pompée (en 70 av. J.-C. ou en 55-52 av. J.-C.) remplaça cette peine de mort par la peine prévue par la loi Cornelia de sicariis, c'est-à-dire le bannissement. Elle fut rétablie ultérieurement et avait cours sous Auguste. Son rétablissement s'accompagne d'une aggravation, car des auteurs de la période impériale indiquent que l'on ajoutait dans le sac des animaux, un singe selon le satiriste Juvénal, un serpent selon Plutarque et Sénèque, un coq et un chien affamé. Les recueils de lois établis au Ve et VIe siècles reprennent ces indications : les serpents dans le Code théodosien, le coq et le chien dans le Digeste.

### En France
Le parricide, crime à forte charge symbolique, se situe, au XIXe siècle et XXe siècle, au sommet de la pyramide criminelle puisqu'il menace l'ordre social même : il mérite une peine exemplaire. Le parricide est donc non seulement puni de la peine de mort mais la condamnation s'accompagne d'un cérémonial particulier : le condamné est en chemise, pieds nus, a le visage couvert d'un voile noir et, jusqu'en 1832, son poing est tranché avant que la guillotine n'entre en œuvre.
Le parricide est supprimé en France en tant qu'incrimination spécifique à la promulgation du Nouveau Code pénal. On parle désormais de « meurtre d'un ascendant légitime ou naturel ou sur les père ou mère adoptifs », qui devient une circonstance aggravante du meurtre, puni de la réclusion criminelle à perpétuité.

## Cas historiques
- Sextus Roscius, accusé d'avoir tué son père.
- Pierre Rivière (1815-1840) tue le 3 juin 1835 sa mère (enceinte de six mois et demi), sa sœur et son frère à coups de serpe. Un livre de Michel Foucault et le film Moi, Pierre Rivière, ayant égorgé ma mère, ma sœur et mon frère... de René Allio, traitent de cette affaire.
- Georgette Thomas tue le 29 juillet 1886, avec l'aide de son époux et de ses deux frères, sa mère qu'elle croyait être une sorcière. Elle sera exécutée avec son époux le 24 janvier 1887. Elle sera la dernière femme exécutée en public en France.
- Lizzie Borden, accusée d'avoir tué son père et sa belle-mère en 1892, puis acquittée.
- Affaire Violette Nozière. Elle empoisonne ses parents en 1933 et son père en meurt.
- Affaire Ida Beaussart relatée dans le film Pleure en silence de John Gabriel Biggs. Elle tue son père en 1989.
- En 1955, affaire Jack Gilbert Graham, qui place une bombe dans la valise de sa mère partant en voyage, pour toucher l'assurance.
- En 1989, les frères Lyle et Erik Menendez sont accusés d'avoir tué leurs parents pour s'emparer de leur fortune.

## Littérature
- Dans Dostoïevski et le parricide, un essai de 1928, Freud présente le parricide comme sujet central de trois chefs-œuvre littéraires[14],[15] :
- Œdipe roi de Sophocle
- Les Frères Karamazov de Dostoïevski
- Dans Le Père Goriot , d'Honoré de Balzac, c'est Jean-Joachim Goriot qui prononce lui-même cette terrible accusation contre ses filles : « Elles commettent tous les crimes en un seul. Mais allez donc, dites-leur donc que, ne pas venir, c'est un parricide »[16] !

## Théâtre
Une pièce de Dominique Warluzel porte également ce titre. Elle est interprétée, en 2014, par Jean-Pierre Kalfon et Pierre Santini.
Dans Roberto Zucco, de Bernard Marie Koltès, l'auteur rend compte du parricide et du matricide commis par le personnage éponyme. L'histoire s'inspire du meurtrier Roberto Succo.